# A-135

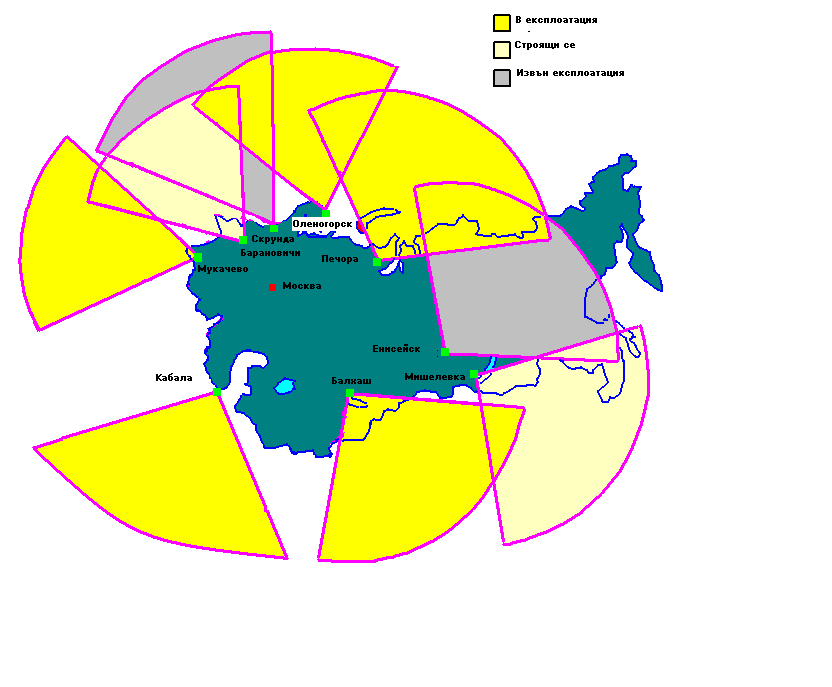
Complejo de radares de advertencia a Moscú de la red Daryal (Nombre OTAN: Cat House)

El sistema anti misiles balísticos A-135 o ABM-3 es un complejo militar ruso desplegado en los alrededores de Moscú para defenderse de misiles enemigos que se dirijan a la ciudad o sus áreas circundantes. Entró en servicio en 1995.

## Desarrollo
Sucesor del precedente A-35, cumple con el ya desaparecido Tratado sobre Misiles Antibalísticos de 1972 en su límite superior. En sus orígenes, el ABM-3 se consideró tecnológicamente equivalente al Safeguard estadounidense.

## Diseño
El A-135 o ABM-3 es un sistema integrado, compuesto de:
- Radares 'Hen House' en Mishelevka (Irkutsk), Olenegorsk, Sary Shagan, Kamchatka y Abalakova, cerca de Krasnoyarsk.
- El radar principal de gestión de batalla por fase en sincronía Don-N2P de Pushkino (Designación OTAN: 'Pill Box') con cobertura de 360° para los interceptores de largo alcance, que suplementa los 'Dog House' y 'Cat House'.(56°10′30″N 37°45′54″E / 56.17500, 37.76500)[2]
- Dos radares de alerta temprana biestáticos por fase en sincronía de tipo Daryal (Designación OTAN: 'Pechora'),[3] desplegados en Pechora y Qabala. (40°52′14.6″N 47°48′09.6″E / 40.870722, 47.802667)[4] Se proyectaron otras cinco instalaciones Daryal no construidas por el momento.
- El radar de corto alcance de control de batalla por fase en sincronía ABM-3, reemplazando a los antiguos 'Try Add'.
- 16 lanzadores de misiles interceptores exoatmosféricos SH-11 Gorgon en dos instalaciones de lanzamiento (56°14′55.40″N 38°35′13.18″E / 56.2487222, 38.5869944 y 55°20′49.70″N 36°28′59.08″E / 55.3471389, 36.4830778), originalmente diseñados con cabezas nucleares.
- 68 lanzadores endoatmosféricos de menor alcance SH-08 Gazelle (diseñados por NPO Novator) en cinco instalaciones con 12 o 16 misiles cada una. También se concibieron originalmente con cabezas nucleares, aunque no en la actualidad.
- Servicios de comando, control, comunicaciones e inteligencia (C4I).

## Historia
El sistema A-135 alcanzó el estado de "alerta" (operacional) el 17 de febrero de 1995. Sigue operativo aunque el componente nuclear SH-11 fue desactivado; se espera un nuevo misil para reemplazarlo.
En la actualidad se tiende al desarrollo de sistemas antiaéreos con capacidades antibalísticas como los S-300/400/500. Esta opción es más flexible, económica, adaptativa y goza de capacidades móviles que los antimisiles estáticos no pueden aportar.